# Josip Kašman
Josip Kašman (Lošinj, Reino de Croacia, Imperio austríaco,  14 de julio de 1847 - Roma, 11 de febrero de 1925), fue un barítono, conocido en Europa en las últimas décadas del siglo XIX y los primeros años del siglo XX bajo el nombre artístico de Giuseppe Kaschmann.
Comenzó estudiando canto en Zagreb, y, posteriormente, en Údine con Alberto Giovannini. Comienza su carrera como cantante en la Ópera de Zagreb en 1869. Su debut italiano se produce en Turín en 1876 con La favorita, presentándose posteriormente en Roma, Venecia y la Scala de Milán, en 1878 con Posa de Don Carlo. Durante su estancia en Italia adapta su nombre al italiano. En 1879 se presenta en Bilbao, Lisboa y el Teatro Real de Madrid. En 1883 canta en Nueva York, en la primera temporada del Met. En ese teatro actúa en Lucia di Lammermoor, Il trovatore, I puritani, Lohengrin y Hamlet, quizás su papel más característico. En América triunfa también en Brasil y Argentina.
Actúa en el Festival de Bayreuth en 1892 y 1894 (Amfortas y Wotan). En 1892, en Génova, participa, con el papel protagonista, en el estreno de Cristoforo Colombo de Alberto Franchetti, compuesta en conmemoración del 400 aniversario del descubrimiento de América. Hasta 1907, las autoridades austriacas no le permiten volver a su país natal, después de levantarle una condena (tras la mediación del Papa) por haber desertado del ejército en su juventud.
Durante su carrera destacó especialmente en las óperas de Verdi y Wagner, aunque, en su última etapa, con el deterioro de la calidad de su voz, se dedicó a los papeles bufos de Rossini o Donizetti, destacando en Don Pasquale o Il barbiere di Siviglia, así como al repertorio clásico (Monteverdi y Cavalieri). En 1903 realizó algunas grabaciones, en las que se aprecia una voz fluida y flexible, de estilo italiano, con un prominente vibrato y un elegante fraseo. Al parecer era también un buen actor, con una notable presencia escénica.